# Vereinstaler

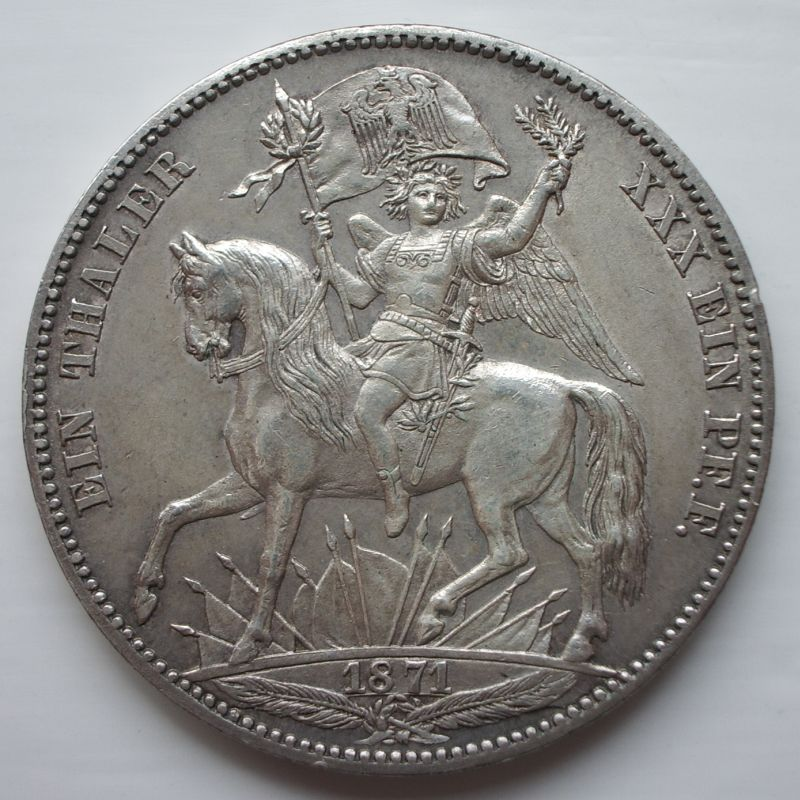
Un Vereinstaler (Sassonia 1871) coniato come moneta commemorativa

Il Vereinstaler o Vereinsthaler, creato nel 1857, è stato l'ultima tipologia di tallero coniato della Germania, in sostituzione del Konventionstaler. Era una moneta d'argento che conteneva 16 2/3 grammi di argento fino.

## La moneta
È stata la moneta principale dal tempo del silver standard fino al 1871. Da una libbra di argento fino erano coniati 30 Vereinstaler.
Con un titolo di 900/1000 una moneta pesava 1,8 grammi. Un tallero valeva 30 Silbergroschen da 12 Pfennig oppure 30 Neugroschen da 10 Pfennig. Accanto alle emissioni regolari ci furono anche molte monete commemorative. Queste ultime avevano l'indicazione del valore spesso espresso unicamente con la scritta circolare XXX ein Pfund fein (XXX per una libbra di fino).
Il Vereinstaler era utilizzabile in ogni paese aderente allo Zollverein prescindendo dal paese che l'aveva emesso. Questa equiparazione si trasferì in seguito, nella circolazione monetaria, anche sulle altre monete espresse in talleri e Gulden, anche se nella coniazione non venivano indicate come Vereinsmünze. C'erano invece problemi con le monete divisionali ("Scheidemünze": Pfennig, Kreuzer e Groschen) che erano specifici di ogni singolo stato e che spesso non avevano un corrispondente nella monetazione degli altri.
La legge monetaria del 1873 diede vita ad una nuova moneta, il Goldmark, ed attribuì al Vereinstaler il valore di 3 marchi. Il Vereinstaler rimase in corso come mezzo di pagamento che legalmente non aveva restrizioni fino al 1907, quando fu dichiarato fuori corso. Paradossalmente le monete d'argento del Goldmark imperiale erano invece considerate solo monete sussidiarie. Il Vereinstaler continuò a vivere nel pezzo da tre marchi, immesso nel 1908, che fu coniato fino al tempo della repubblica di Weimar.

## Storia
Già nelle discussioni preliminari per il Trattato di Dresda (Dresdner Münzvertrag) la Sassonia aveva presentato una proposta per creare una nuova moneta pari ad un terzo del Tallero sassone, suddivisa in 10 nuovi Groschen e 100 nuovi Pfennig. La proposta fu però rifiutata dagli altri stati e si risolse solo nel cercare di omogeneizzare i sistemi monetari esistenti.
Con il trattato monetario di Dresda del 30 luglio 1838 il doppio tallero (Doppelthaler), fissato pari a tre Gulden, fu creato come unità monetaria della Zollverein. Era valido negli stati della Germania meridionale aderenti alla Zollverein, in Prussia, Sassonia, Assia-Kassel e nei ducati ernestini della Turingia. Base della valuta era l'argento: sette doppi talleri corrispondevano ad un marco (ca. 234 g) di argento fino. In questo modo furono unificati il sistema monetario prussiano (quattordici talleri in un marco-peso) ed il sistema degli stati tedeschi meridionali basato su ventiquattro ½ Gulden per marco-peso.
Fino al 1853, tra gli altri, aderirono al Trattato monetario di Dresda Anhalt, Oldenburg, il ducato di Braunschweig e Hannover.
Con l'accordo monetario di Vienna del 24 gennaio 1857 anche l'Austria aderì all'Unione monetaria ed anche quasi tutti gli altri stati della Zollverein. Come monete principali furono introdotte il Vereinstaler doppio e singolo, la cui base fu ora fissata su una Zollpfund (libbra) da cinquecento grammi.
Dal 1838 quindi ci fu (quasi) una valuta tedesca unitaria, dal momento che un doppio tallero "tedesco-settentrionale" corrispondeva a tre  Gulden e mezzo "tedesco-meridionali" ed a tre Gulden "austriaci". Il problema pratico era che gli spiccioli dei Talleri e dei Gulden erano cambiabili tra loro solo con una perdita e che circolavano ancora molte vecchie monete del XVIII secolo.
Quando l'Austria si separò dalla Confederazione tedesca (Deutscher Bund) dopo la sconfitta nella guerra austro-prussiana del 1866, la coniazione austriaca di talleri ebbe fine. Nell'area dell'Impero tedesco il Vereinstaler fu coniato fino all'introduzione del Goldmark. L'ultimo pezzo da due Vereinstaler fu una moneta commemorativa d'argento emessa in occasione delle nozze della coppia reale di Sassonia nel 1972.
In quanto valuta basata sull'argento, il Vereinsteler non era adatto al nuovo sistema del Goldmark, che era invece basato sul sistema aureo. I pezzi da due talleri furono posti fuori corso il 15 novembre 1876 e le monete austriache dal 1º gennaio 1901. Le monete da un tallero coniate dagli stati tedeschi rimasero mezzi legali di pagamento fino al 1º ottobre 1907.

### Curiosità
Nel principato di Schwarzburg-Rudolstadt e nel granducato di Sassonia-Coburgo-Gotha le valute in Talleri ed in Gulden circolavano contemporaneamente sotto lo stesso governo, anche se in diverse parti dello stato.

## Stati che adottarono il Vereinstaler e il Doppeltaler
| Stato                                               | Periodo e peso | Zecca                                                         | Motto sul bordo                           |
| --------------------------------------------------- | --- | ------------------------------------------------------------- | ----------------------------------------- |
| Ducato di Anhalt                                    | 1858 - 1869 (Vereinstaler, peso: 16,667 g); 1839 - 1855 (Doppeltaler, peso: 33,408 g)                                                                                        | Berlino                                                       | GOTT SEGNE ANHALT                         |
| Granducato di Baden                                 | 1857 - 1871 (Vereinstaler, peso: 16,667 g); 1841 - 1855 (Doppeltaler, peso: 33,408 g)                                                                                        | Karlsruhe                                                     | MÜNZVERTRAG VOM 24. JANUAR 1857           |
| Regno di Baviera                                    | 1857 - 1871 (Vereinstaler, peso: 16,667 g); 1837 - 1869 (Doppeltaler, peso: 33,408 g)                                                                                        | Monaco                                                        | XXX EIN PFUND FEIN bzw. GOTT SEGNE BAYERN |
| Ducato di Brunswick                                 | 1858 - 1871 (Vereinstaler, peso: 16,667 g); 1842 - 1856 (Doppeltaler, peso: 33,408 g)                                                                                        | Brunswick sino al 1859; Hannover dal 1864                     | NEC ASPERA TERRENT                        |
| Libero Stato di Francoforte                         | 1857 - 1865 (Vereinstaler, peso: 16,667 g); 1841 - 1855 (Doppeltaler, peso: 33,408 g); 1860 - 1866 (Doppeltaler, peso: 33,333 g)                                             | Francoforte                                                   | STARK IM RECHT                            |
| Regno di Hannover                                   | 1857 - 1866 (Vereinstaler, peso: 16,667 g); 1854 - 1855 (Doppeltaler, peso: 33,408 g); 1862 - 1866 (Doppeltaler, peso: 33,333 g)                                             | Hannover                                                      | NEC ASPERA TERRENT                        |
| Elettorato d'Assia (ufficiosamente Assia-Kassel)    | 1858 - 1865 (Vereinstaler, peso: 16,667 g); 1840 - 1855 (Doppeltaler, peso: 33,41 g)                                                                                         | Kassel                                                        | GOTT MIT UNS                              |
| Granducato d'Assia (ufficiosamente Assia-Darmstadt) | 1857 - 1871 (Vereinstaler, peso: 16,67 g); 1839 - 1854 (Doppeltaler, peso: 33,41 g)                                                                                          | Darmstadt                                                     | MÜNZVERTRAG VOM 24. JANUAR 1857           |
| Principato di Hohenzollern-Hechingen                | 1844 - 1846 (Doppeltaler, peso: 33,408 g) | Stoccarda                                                     | CONVENTION*VOM*30JULY*1838*               |
| Principato di Hohenzollern-Sigmaringen              | 1841 - 1847 (Doppeltaler, peso: 33,408 g) | Stoccarda                                                     | CONVENTION*VOM*30JULY*1838*               |
| Principato di Lippe                                 | 1860 u. 1866 (Vereinstaler, peso: 16,667 g); 1843 (Doppeltaler, peso: 33,408 g)                                                                                              | Berlino                                                       | MÜNZVERTRAG VOM 24. JANUAR 1857           |
| Principato del Liechtenstein                        | 1862 (Doppeltaler, peso: 33,408 g) | Vienna                                                        | KLAR UND FEST                             |
| Granducato di Meclemburgo-Schwerin                  | 1848 (Taler, peso: 16,704 g); 1864 (Vereinstaler, peso 16,667 g) | Berlino                                                       |                                           |
| Granducato di Meclemburgo-Strelitz                  | 1870 (Vereinstaler, peso 16,667 g) | Berlino                                                       | GOTT SCHIRME MECKLENBURG                  |
| Ducato di Nassau                                    | 1859 - 1864 (Vereinstaler, peso 16,667 g); 1840 - 1854 (Doppeltaler, peso 33,408 g); 1860 (Doppeltaler, peso 33,333 g)                                                       | Wiesbaden                                                     |                                           |
| Granducato di Oldenburg                             | 1846 (Vereinstaler, peso: 16,704 g); 1858 - 1866 (Vereinstaler, peso:16,667 g); 1840 (Doppeltaler, 33,408 g)                                                                 | Hannover; Wiesbaden (Doppeltaler)                             |                                           |
| Impero austriaco                                    | 1857 - 1867 (Vereinstaler, peso: 16,667 g); 1857 - 1867 (Doppeltaler) | Wien (alle Doppeltaler); Kremnitz; Karlsburg; Milano; Venezia |                                           |
| Regno di Prussia                                    | 1857 - 1871 (Vereinstaler, peso:16,667 g); 1839 - 1856 (Doppeltaler, peso, 33,408 g); 1858 - 1871 (Doppeltaler, peso, 33,333 g)                                              | Berlino; Hannover(dal 1866); Francoforte (dal 1866)           | GOTT MIT UNS                              |
| Principato di Reuss-Greiz                           | 1858 - 1868 (Vereinstaler, peso: 16,667 g); 1840 - 1854 (Doppeltaler, peso: 33,408 g)                                                                                        | Berlino                                                       |                                           |
| Principato di Reuss-Lobenstein-Ebersdorf            | 1848 (Doppeltaler, peso: 33,408 g) | Berlino                                                       |                                           |
| Regno di Sassonia                                   | 1839 - 1856 (Vereinstaler, peso: 16,704 g); 1857 - 1871 (Vereinstaler, peso: 16,667 g); 1839 - 1856 (Doppeltaler, peso: 33,408 g); 1857 - 1861 (Doppeltaler, peso: 33,333 g) | Dresda                                                        | GOTT SEGNE SACHSEN                        |
| Ducato di Sassonia-Altenburg                        | 1841 (Vereinstaler, peso: 16,704 g); 1858 - 1869 (Vereinstaler, peso: 16,667 g); 1841 - 1852 (Doppeltaler, peso: 33,408 g)                                                   | Dresden                                                       |                                           |
| Granducato di Sassonia-Weimar-Eisenach              | 1841 (Vereinstaler, peso: 16,704 g); 1858 - 1870 (Vereinstaler, peso: 16,667 g); 1840 - 1855 (Doppeltaler, peso: 33,408 g)                                                   | Berlin                                                        |                                           |
| Ducato di Sassonia-Coburgo-Gotha                    | 1841 - 1852 (Vereinstaler, peso: 16,704 g); 1862 - 1870 (Vereinstaler, peso: 16,667 g); 1841 - 1854 (Doppeltaler, peso: 33,408 g)                                            | Dresda                                                        |                                           |
| Ducato di Sassonia-Meiningen                        | 1859 - 1867 (Vereinstaler, peso: 16,667 g); 1841 - 1854 (Doppeltaler, peso: 33,408 g)                                                                                        | Monaco                                                        |                                           |
| Principato di Schaumburg-Lippe                      | 1860 u. 1865 (Vereinstaler, peso: 16,667 g); 1857 (Doppeltaler, peso: 33,33 g)                                                                                               | Hannover                                                      |                                           |
| Principato di Schwarzburg-Sondershausen             | 1859 - 1870 (Vereinstaler, peso: 16,667 g); 1841 - 1854 (Doppeltaler, peso: 33,408 g)                                                                                        | Berlino                                                       |                                           |
| Principato di Schwarzburg-Rudolstadt                | 1858 - 1867 (Vereinstaler, peso: 16,667 g); 1841 - 1845 (Doppeltaler, peso: 33,408 g)                                                                                        | Berlino                                                       |                                           |
| Principato di Waldeck e Pyrmont                     | 1859 - 1867 (Vereinstaler, peso: 16,667 g); 1842 - 1856 (Doppeltaler, peso: 33,408 g)                                                                                        | Berlino; Hannover (1867)                                      |                                           |

## Passaggio al Goldmark
Anche se il Goldmark era basato sull'oro anziché sull'argento, nella conversione fu usato un tasso fisso di cambio tra il Vereinstaler ed il Marco pari a 3 Marchi = 1 Vereinstaler. Nella Germania meridionale, che aveva usato come unità di conto standard il Gulden, questo fu valutato 4/7 del Vereinstaler e di conseguenza, fu valutato 1,71 Mark nella nuova valuta.

## Il Vereinstaler in Italia
Dopo il trattato monetario di Vienna (Wiener Münzvertrag) del 1857 il Tallero prussiano fu ufficialmente coniato anche negli stati che usavano abitualmente il Gulden, tra cui l'Austria ed il Liechtenstein. Il primo passo verso un'unità monetaria "grande tedesca" era stato fatto, ma fallì in seguito alla guerra Austro Prussiana del 1866. La Vereinskrone non divenne mai la base per una valuta legata al gold standard.
Il governo austriaco coniò nel Lombardo Veneto dei Vereinstaler dal 1857 al 1865.
Le monete avevano un diametro di 33 mm e pesavano 18,52 grammi, con un titolo di 900/1000, cioè 16 2/3 grammi di argento fino.
Al dritto c'era la testa di Francesco Giuseppe I con corona d'alloro. Intorno FRANZ JOSEPH I. V.G.G. KAISER V. OESTERREICH ed il segno di zecca - V per Venezia e M per Milano
Al rovescio l'aquila bicipite coronata ed intorno VEREINSTALER - XXX EIN PFUND FEIN e l'anno.
Sul bordo MIT VEREINTEN KRAEFTEN (con le forze unite).
Furono coniati a Venezia dal 1857 al 1865 ed a Milano dal 1858 al 1859.

## Altri talleri
Nel XIX secolo ci furono altri talleri, ad esempio Brema aveva usato un tallero basato sull'oro che fu convertito direttamente al Goldmark ad un tasso di 1 tallero d'oro = 3,32 marchi.